# Час, що канув
«Час, що канув» (рос. «Канувшее время») — радянський художній фільм 1989 року, режисера Соломона Шустера за мотивами роману Олександра Бека «Нове призначення».

## Сюжет
Навесні 1957 року керівник сталеливарної промисловості СРСР, голова державного комітету з металургії і член ЦК КПРС Олександр Леонтійович Онісімов (це вигаданий персонаж з роману Олександра Бека «Нове призначення») був знятий з посади і призначений послом в одну з північноєвропейських країн, де у нього з'явилася можливість багато чого обміркувати і зрозуміти справжню причину свого відсторонення… Показані епізоди життя Онісімова, починаючи з кінця 1930-х років, часу Великого терору, і закінчуючи кінцем 1950-х років, коли у нього була виявлена важка хвороба — ймовірно, рак легенів. У фільмі використані кадри кінохроніки, за кадром звучать вірші Бориса Слуцького.

## У ролях
- Станіслав Любшин —  Олександр Леонтійович Онісімов
- Ніна Русланова —  Олена, дружина Онісімова
- Євген Євстигнєєв —  академік Василь Данилович Чєлишев
- Олег Корчиков —  помічник Онісімова
- Володимир Зельдін —  доктор Микола Миколайович Соловйов
- Олексій Герман —  інженер Лєсних, винахідник
- Микола Волков —  Пижов, письменник
- Віктор Павлов —  Павло Георгійович Цихоня, заступник і приймач Онісімова
- Віктор Сергачов —  Тимофєєвський,
- Вадим Лобанов —  Поскрьобишев
- Георгій Карпачов —  доктор Каштанов

## Знімальна група
- Постановка — Соломон Шустер
- Оператор-постановник — Олександр Чечулін
- Художники-постановники — Георгій Кропачов, Олексій Федотов
- Композитор — Борис Тищенко